# Майзель, Сергей Осипович
Сергей Осипович Ма́йзель (14 [26] декабря 1882, Санкт-Петербург — 5 июля 1955, Москва) — советский физик, специалист в области светотехники, педагог. Заслуженный деятель науки и техники РСФСР (1944). Лауреат Сталинской премии второй степени (1946).

## Биография
Потомственный почётный гражданин. Родился 14 (26) декабря 1882 года в Санкт-Петербурге в семье врача Осипа (Иосифа) Исаевича Майзеля (1855—1913), выпускника Медико-хирургической академии 1881 года. Мать, Софья Ефремовна (урождённая Антик), умерла 25 декабря 1882 года, через 10 дней после рождения сына, от связанных с родами осложнений.
В 1906 году окончил физико-математический факультет Санкт-Петербургского университета и спустя некоторое время, в 1909 году, стажировался в Гёттингенском университете. В 1906—1930 годах работал в Петербургском горном институте, в 1914—1930 годах заведовал кафедрой физики. В 1908—1918 годах одновременно преподавал на Высших женских курсах, профессор (1911). Имел чин надворного советника и орден Св. Станислава 3-й степени.
С 1920 года работал по совместительству в ГОИ. В 1930—1952 годах работал в Москве во Всесоюзном электротехническом институте (ВЭИ) (с 1951 года — Научно-исследовательский светотехнический институт, ВНИСИ). В 1927—1934 годах принимал участие в составлении «Технической энциклопедии» в 26-и томах под редакцией Л. К. Мартенса, автор статей по тематике «светотехника». В 1932 году работал в Московском энергетическом институте (МЭИ), руководил светотехническим подразделением. Доктор технических наук (1938). Член ВКП(б) с 1947 года.
Умер 5 июля 1955 года в Москве. Похоронен на Введенском кладбище (19 уч.).

## Награды и премии
- заслуженный деятель науки и техники РСФСР (1944)
- Сталинская премия второй степени (1946) — за участие во внутреннем обустройстве Мавзолея В. И. Ленина
- орден Святого Станислава 3-й степени
- два ордена Ленина (в том числе 16.05.1947)
- медаль «За оборону Москвы»
- медаль «За доблестный труд в Великой Отечественной войне 1941—1945 гг.»
- медаль «В память 800-летия Москвы»

## Вклад в науку
Его основные труды посвящены физическим основам построения световых величин, основам колориметрии, вопросам светомаскировки, методам световых измерений, нормированием освещения для различных видов работ, разработке новых источников света. Развил теорию цветового зрения. При его участии решались вопросы освещения Эрмитажа, ГТГ, станций Московского метрополитена имени Л. М. Кагановича, кремлёвских звёзд, Мавзолея В. И. Ленина, ЦАТСА, ВДНХ и других объектов. Подверг критике принятое определение светового потока как мощности излучения, оцениваемого по зрительному ощущению; предложенное им физическое определение получило международное признание. Предложенная им новая величина «эквивалентная яркость» для оценки фотометрии малых яркостей была включена в систему основных фотометрических величин (1963), а затем в Международный светотехнический словарь. Сотрудничал в журналах «Электричество», «Светотехника» (был членом редколлегии). Сыграл ведущую роль в создании советской светотехнической школы.

## Вклад в искусство
Владел фортепиано, увлекался классической музыкой (особенно Вагнером), остро чувствовал большое художественно-эстетическое значение света в сценических постановках и принимал активное участие в разработках световых партитур в различных театрах, проявлял большой интерес к цветомузыке. В 1947 году он выступил с докладом на светотехнической конференции «Свет в искусстве», где обобщил свой опыт.

### Семья
Жена: Мария Иосифовна, урождённая Ксентицкая (1881—?). Бракосочетались в лютеранской церкви 1 ноября 1905 года. Их дети:
- Борис Сергеевич Майзель (1907—1987), композитор.
- Евгений Сергеевич Майзель (1912—1944), специалист по аэрофотосъёмке, в 1935—1939 годах был женат на методисте по художественной гимнастике, танцовщице Марьяне Яновне Шпильрейн (во втором браке Родионовой), дочери математика и электромеханика Я. Н. Шпильрейна; погиб на фронте.

### Труды
- Определение скорости света при помощи поющей вольтовой дуги и связанные с этим вопросы. 1903
- Основания техники переменных токов — перевод с немецкого. 1904
- К теории поющей вольтовой дуги. 1904
- Незатухающие колебания и применения их к телеграфированию без проводов. 1907
- Поляризационный фотометр основанный на явлении мигания. 1907
- Некоторые результаты применения металлических ламп для освещения горного института. 1908
- Электрические методы решения уравнений. 1908
- Прибор для определения толщины прозрачных тонких пластинок. 1910
- Метод Е. С. Фёдорова для определения коэффициентов теплового расширения кристаллов. 1912
- Новый метод и прибор для испытания теплоизоляторов. 1913
- Этюды по вопросам освещения. 1913
- Очерки по вопросам освещения. 1916
- Из истории наук о земле. 1922
- Цветное освещение и систематизация цветов. 1923
- Проект правил и норм освещения школьных помещений. 1923
- Фотометр для определения потерь света в оптических системах. 1923
- Освещённость от больших поверхностей. 1923
- Вредна ли для глаз большая освещенность. 1924
- Свет и зрение. 1925
- Краткий очерк работ по установлению русского эталона силы света. 1925
- Рудничные электрические лампы. 1926
- Исследование матовых стёкол. 1927
- Основные фотометрические понятия. 1928
- Физическое определение основных фотометрических величин. 1929
- Опыты по освещению «Эрмитажа». 1930
- UBER DIE GRUNDBEGRIFFE DER LICHTTECHNIK. 1931
- Боевые задачи научно-исследовательской работы второй пятилетки. 1932
- Газосветные лампы и их применение. 1933
- Светотехника в ГОИ. 1934
- Фотометр для фотометрирования разноцветных источников света. 1934
- К вопросу об определении основных понятий фотометрии и светотехники. 1936
- Освещение новых Кремлёвских звёзд. 1937
- Безламповые светильники. 1938
- Фотометрические понятия в переходной области. 1938
- Система определения цвета Кондрацкого. 1939
- Теоретические основания светомаскировки. 1939
- Фотометрия в переходной области. 1941
- Светильники, фотометрия и колориметрия. 1941
- Колориметрическая система (λ, р, В), приспособленная для цветовых расчётов. 1943
- Трансформации цветовых диаграмм. 1944
- Пороги цветового контраста при постоянной яркости. 1947
- К теории метода миганий в фотометрии. 1948
- Физическая схема зрительного процесса в сетчатке. 1948
- Свет и зрение. 1949
- Теоретические основы фотометрии. 1949
- Частота импульсов в волокнах зрительного нерва человека. 1949
- О числе фотонов, проникающих в светочувствительные клетки человеческого глаза. 1949
- Яркость при моно- и бинокулярном зрении. 1949
- Яркость и цветность в свете физической теории зрительного процесса в сетчатке. 1950
- Электрическое поле сетчатки. 1950
- Физическое толкование происхождения электроретинограм (ЭРГ). 1950
- Вероятное число молекул фотореагента в колбочках. 1950
- Основные явления динамики зрительного процесса в колбочках. 1950
- Некоторые физические процессы в светочувствительных клетках сетчатки. 1950
- Сергей Иванович Вавилов и советская светотехника. 1951
- Статистика зрительного процесса при дневном зрении (в колбочках). 1951
- Théorie de la transformation du flux énergétique dans la rétine et les perspectives de son utilisation en technique d'éclairage = Теория трансформации лучистой мощности в сетчатке и перспективы её применения в светотехнике/ Par prof. Serge Maisel. — S. l, [1955]. — 23 p. — (Communications / Commission internationale de l'éclairage. Treizième session. Zurich, 13-22 juin 1955; 3).

### Книги
- Стробоскопические явления: Сб. осн. работ / Сост. С. О. Майзель. — СПб.: Physice, 1911. — VIII, 149 с : ил., черт.
- Оптика. Курс лекций в горном институте. — Профком Горного ин-та, 1923. — [4], 4, 282, [2], XXII с.: черт.
- Цвета и краски. — Петроград: Научное кн-во, 1923. — 74, [1] с., 8 черт.
- Электричество и магнетизм. — Ленинград: КУБУЧ, 1927 (типо-лит. «Вестник Ленингр. совета»). — 435 с.: черт., ил.
- Основы рационального освещения. — Москва: Государственное техническое издательство, 1929 (Л.: типо-лит. «Красный печатник»). — 68 с.: черт. — (Т. Серия 14. Библиотека техника; № 2-2).
- Свет и зрение. 1932
- Цветовые расчёты и измерения / С. О. Майзель и Е. С. Ратнер. — Москва; Ленинград: Госэнергоиздат, 1941 (Москва). — 84 с.: ил. и черт. — (Труды Всесоюзного электротехнического института; вып. 56).
- Светомаскировка и маскировка. — Москва; Ленинград: Гостехиздат, 1942 (Москва). — 70 с. : ил., черт. — (Военно-физическая библиотека: Попул. серия).
- Основы учения о цветах. — Москва; Ленинград: Гостехиздат, 1946 (16-я тип. треста «Полиграфкнига»). — 128 с. : черт.
  - Основы учения о цветах (теория цветовых диаграмм, цветовой контраст и порог цветовых ощущений, трансформации цветовых диаграмм, сложение цветов). — Изд. 2-е. — М.: ЛИБРОКОМ, 2009. — 127 с.: ил. — см.; ISBN 978-5-397-01117-4.
- Новые источники света. — Москва: Воен. изд-во, 1948. — 48 с.: ил. — (Научно-популярная библиотека солдата и матроса).
- Свет и зрение. — Москва: Воен. изд-во, 1949 (тип. им. Тимошенко). — 68 с.: ил. — (Научно-популярная библиотека солдата и матроса).
- Дневное кино / М. М. Басов, С. О. Майзель, Р. Н. Новицкий, В. В. Петров; Под ред. заслуж. деятеля науки проф. С. О. Майзеля. — [Москва]: Госкиноиздат, 1951. — 148 с.: ил.
- Światło i wzrok / S. Majzel; Tłum. Michajlik Aleksander. — Warszawa: Książka i wiedza, 1951. — 72 с.: ил. — (Biblioteka popularno-naukowa; № 40).
- Fény és látás / Sz. O. Majzel; Fordította Gyenes Péter. — [Budapest]: Művelt nép könyvkiadó, 1951. — 61 с.: ил.
- Трансформация лучистой энергии в сетчатке человеческого глаза / Гос. ком. по электротехнике при Госплане СССР. Всесоюз. науч.-исслед. светотехн. ин-т «ВНИСИ». — Москва; Ленинград: Госэнергоиздат, 1963. — Т. 1: Центральное зрение. — 264 с. : ил.
  - Трансформация лучистой энергии в сетчатке человеческого глаза. Центральное зрение. — Изд. 2-е. — М.: URSS, 2010. — 263 с. : ил., табл. — ISBN 978-5-397-01200-3.